# Robert Bernier
Pour les articles homonymes, voir Bernier.
Robert Bernier (né le 3 janvier 1951 à Québec) est un auteur, un analyste politique et un professeur d'université québécois. 
Successivement secrétaire particulier du ministre québécois de l'industrie et du commerce Guy Saint-Pierre et coordonnateur national des communications pour le Parti libéral du Canada, il fut lieutenant colonel honoraire du 4e bataillon au Royal 22e Régiment à  Laval au sein des Forces armées canadiennes. 
Il a occupé le poste de professeur de marketing et de management à l'École nationale d'administration publique. Il est aujourd'hui professeur associé à cette même université.

## Biographie
En 1988, Robert Bernier termine son doctorat en science politique  à l'Université de Montréal au Canada, sous la direction d’Édouard Cloutier. Il devient en 1977 coordonnateur des communications du Parti libéral du Canada et adjoint au président, le sénateur Alasdair Graham, de 1977 à 1978, période pendant laquelle il est également animateur de télévision pour l’émission « la politique fédérale » « nation business » à la Chaîne parlementaire, à Ottawa. Il devient adjoint spécial du ministre de la Défense nationale du Canada, l'honorable Gilles Lamontagne de 1981 à 1983.  
Durant l'élection fédérale de 1993, il s’implique au sein de la Commission politique du Parti libéral du Canada pour lequel il réalise plus de 18 sondages. En 1991, la Commission royale sur la réforme électorale et le financement des partis (Commission Lortie) fait également appel à son expertise.
Durant la période référendaire québécoise, il est chargé de réaliser la recherche quantitative et qualitative de base pour le Conseil de l'unité canadienne avec Maurice Pinard, professeur émérite à l'Université McGill et Vincent Lemieux, professeur émérite à l'Université Laval. 
Il a obtenu une mention du Jury dans le cadre du Prix du livre d'affaires 2005 Desjardins, Price Waterhouse Coopers, La Presse, Ordre des administrateurs agréés du Québec pour le livre L'État Québécois au XXIe siècle  - HEC - PUQ avec CDRB inc. et gagnant du programme d'information sur le développement de l'Agence canadienne de développement international (ACDI) pour l'émission Partenaire du développement durable, en 1996.
Robert Bernier contribue régulièrement à divers médias québécois dont Canoë,, TVA nouvelles ,, le Journal de Montréal, Le Devoir, et Radio-Canada.

## Publications à titre d'auteur ou coauteur
Il est l'auteur ou coauteur de plusieurs livres dont:
- 2001 Un siècle de propagande? : Information, communication, marketing gouvernemental,(Québec, Presses de l'Université du Québec)[10] ;
- 1997, Un combat inachevé (Sainte-Foy, Presses de l'Université du Québec)[11]
- 1991, Gérer la victoire? Organisation, communication, stratégie (Boucherville, Gaétan Morin Éditeur)[12] ;
- 1988, Le marketing gouvernemental au Québec : 1929-1985(Montréal, Gaétan Morin Éditeur)[13].

## Publications dirigées ou codirigées
Il a dirigé ou codirigé plusieurs ouvrages dont:
- 2022, Gouverner en temps de pandémie, L'État québécois face à la crise. ( Presses de l'Université du Québec)[14]
- 2019, L'État québécois, Où en sommes-nous?, (Québec, Presses de l'Université du Québec)[15]
- 2014, Les défis québécois : conjonctures et transitions. (Québec, Presses de l'Université du Québec)[16];
- 2010. L'espace Canadien: Mythes et Réalités, (Québec, Presses de l'Université du Québec
- 2006, Réalités nationales et mondialisation (Québec, Presses de l'Université du Québec)[17]
- 2004, L'État québécois au XXIe siècle (Sainte-Foy, Presses de l'Université du Québec)[18]
- 1994, Un État réduit? / A Down-Sized State?,(Sainte-Foy, Presses de l'Université du Québec)[19] ;